# Verbliuji
Verbliuji (en rus: Верблюжий) és un poble (un possiólok) de l'óblast d'Astracan, a Rússia, segons el cens del 2010 tenia 269 habitants.